# Rhiscosomides trinitarium
Rhiscosomides trinitarium är en mångfotingart som beskrevs av Shear 1973. Rhiscosomides trinitarium ingår i släktet Rhiscosomides och familjen Rhiscosomididae. Inga underarter finns listade i Catalogue of Life.